# 雷之心靈傳奇
《雷之心靈傳奇》（英語：Ray），2004年的傳記電影，記述傳奇性的节奏布鲁斯（R&B）音樂家雷·查爾斯一生中的三十年。
這部獨立製片電影由泰勒·哈克佛執導，傑米·福克斯演出主角查爾斯，福克斯以這個角色獲得了2004年奧斯卡最佳男主角獎。

## 外部連結
- 互联网电影数据库（IMDb）上《Ray》的资料（英文）
- TCM电影资料库上《Ray》的资料（英文）